# Sylvie Tarlin
Sylvie Tarlin (née Biotteau le 2 septembre 1955 à Loudun) est une athlète française, spécialiste du saut en longueur et du 100 mètres haies.

## Biographie
Elle est sacrée championne de France du saut en longueur en 1975 et 1977, du 100 mètres haies en 1977, et championne de France en salle du saut en longueur en 1980.
Son record personnel au saut en longueur est de 6,39 m (1977).
En 1977, elle est la meilleure performeuse française sur le 100 mètres haies en 13 s 59, la deuxième performeuse sur la longueur derrière J. Curtet, et la quatrième performeuse sur le pentathlon avec un total de 3960 points.